# Distrito electoral de Kimball No. 2 (condado de Kimball, Nebraska)
Kimball No. 2 (en inglés: Kimball No. 2 Precinct) es un distrito electoral ubicado en el condado de Kimball en el estado estadounidense de Nebraska. En el Censo de 2010 tenía una población de 1581 habitantes y una densidad poblacional de 481,03 personas por km².

## Geografía
Kimball No. 2 se encuentra ubicado en las coordenadas 41°14′15″N 103°38′49″O / 41.23750, -103.64694. Según la Oficina del Censo de los Estados Unidos, Kimball No. 2 tiene una superficie total de 3.29 km², de la cual 3.29 km² corresponden a tierra firme y (0%) 0 km² es agua.

## Demografía
Según el censo de 2010, había 1581 personas residiendo en Kimball No. 2. La densidad de población era de 481,03 hab./km². De los 1581 habitantes, Kimball No. 2 estaba compuesto por el 94.75% blancos, el 0.13% eran afroamericanos, el 0.95% eran amerindios, el 0.19% eran asiáticos, el 0.13% eran isleños del Pacífico, el 1.58% eran de otras razas y el 2.28% pertenecían a dos o más razas. Del total de la población el 5.69% eran hispanos o latinos de cualquier raza.